# Revolta da Gancia
A revolta da Gancia é um episódio do Risorgimento italiano ocorrido em Palermo, que faz parte das revoltas que atingiram a Sicília em 1860, antes da Expedição dos Mil.

## História

### As causas desencadeadoras
Já em 3 de abril de 1860, as colinas do distrito de Palermo foram palco de um primeiro episódio revolucionário. Em Boccadifalco, de fato, no alto da encosta sobranceira ao vale de Baida, alguns bandos armados enfrentaram duas companhias do 9º batalhão de Caçadores do Exército das Duas Sicílias, sob o comando do Capitão Simonetti. Após considerável resistência, os rebeldes foram derrotados e dispersos.
A chama da revolta, porém, foi acesa na cidade, em Palermo, no dia 4 de abril, com um novo episódio revolucionário, também imediatamente reprimido, que teve entre seus protagonistas, em campo, Francesco Riso e, fora de cena, Francesco Crispi,  que coordenava a ação dos rebeldes genoveses.

### O desenvolvimento

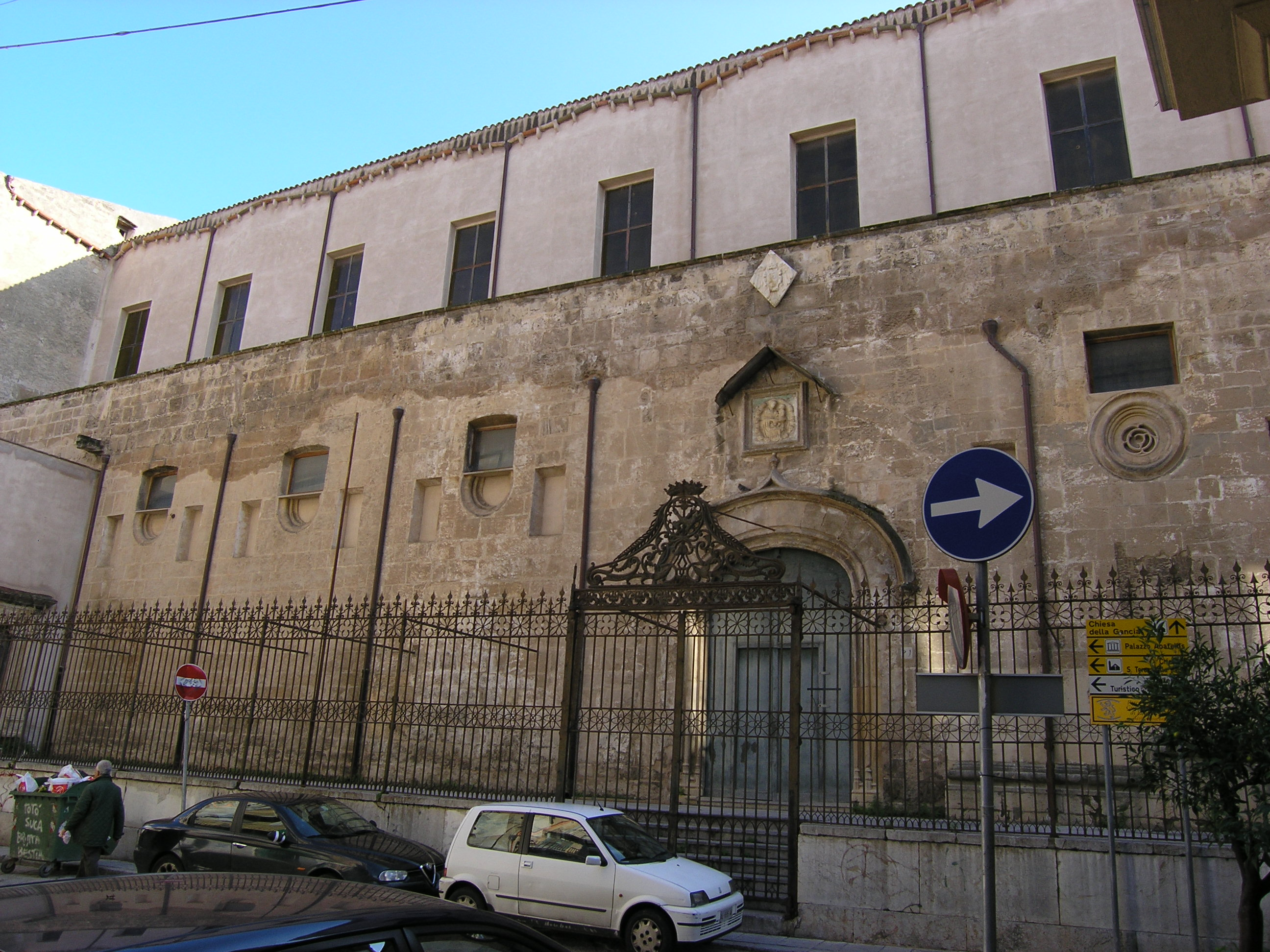
O convento da Gancia

Um convento dos Frades Menores Observantes, o Convento da Gancia, foi escolhido como centro de operações, onde Riso havia começado, com o apoio dos religiosos, a acumular armas e munições por algum tempo. Durante a noite entre 3 e 4 de abril, os rebeldes, cerca de sessenta em número, entraram no convento, onde esperaram até de manhã para começar a insurreição. Às 5 horas, de fato, o toque dos sinos da igreja, que também deveria ter servido como um sinal para os grupos armados estacionados nas montanhas, deu origem aos primeiros tiros. O chefe da polícia de Palermo, Salvatore Maniscalco, não estava despreparado: informado no dia anterior por um dos frades, Michele da Sant'Antonino, ele tinha os soldados Bourbon do 6º Regimento de Linha estacionados perto do convento. Os soldados entraram no convento, cortando a insurreição pela raiz: entre os rebeldes havia 20 vítimas, incluindo um frade. Francesco Riso, ferido, morreu no hospital. Outros 13 homens foram presos.
Dois patriotas foram salvos: Gaspare Bivona e Francesco Patti, que, encontrando-se no convento, se esconderam sob os cadáveres e conseguiram escapar por um buraco feito na parede externa (a partir de então chamado buraco da salvação) e graças à ajuda de algumas mulheres comuns que encenaram uma luta falsa para distrair as tropas Bourbon.
Nos dias seguintes, na cidade, surgiram sinais preocupantes de uma nova revolta e isso contribuiu para tornar exemplar a sentença para os rebeldes de Gancia: todos foram fuzilados sem julgamento, em 14 de abril de 1860, como advertência.

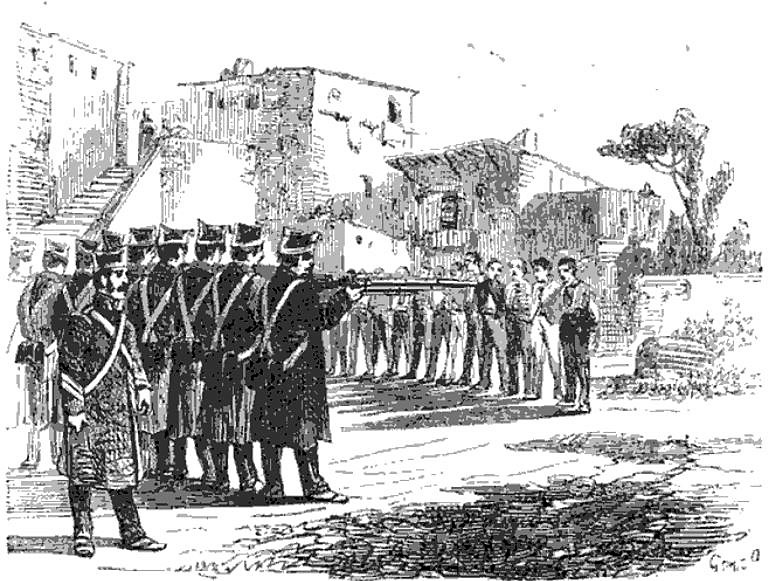
O fuzilamento da Gancia, da

Os treze infelizes foram conduzidos do Castello a Mare, onde estavam presos, a poucos passos de distância, perto de um bastião da Porta S. Giorgio (para se ter uma ideia, entre a igreja de S. Giorgio dei Genovesi e a atual Piazza XIII Vittime).
Os condenados foram conduzidos com um véu negro sobre o rosto, escoltados por soldados Bourbon e treze "escoltas" que os apoiavam, escolhidos aleatoriamente entre as pessoas na rua. Então, quando chegaram ao local da execução, foram obrigados a se ajoelhar, e diante deles estavam três fileiras de soldados, cada uma composta por treze unidades. Nenhum dos condenados derramou lágrimas...
Ao sinal para atirar, a primeira fileira atirou e recuou. Então foi a vez da segunda fileira atirar. Incrivelmente, um dos condenados, Sebastiano Camarrone, ainda estava ileso após duas rajadas de tiros, o que, segundo as leis de guerra da época, deveria ter garantido sua vida. Mas não foi o que aconteceu. Quando os oficiais Bourbon se aproximaram dele, arrancaram um crucifixo de seu pescoço e uma pequena bolsa com objetos religiosos que ele segurava em volta do pescoço, então deram a ordem de atirar na terceira fileira, o que completou o massacre...
De longe, uma multidão de pessoas, provavelmente parentes dos executados, gritou, mas não lhes foi permitido aproximar-se do local do massacre. Por causa das balas cobertas de cera, foram liberadas chamas que poderiam ter queimado os corpos já mortos dos treze, e então algumas mulheres foram trazidas para perto com baldes de água para apagar o fogo que ameaçava se alastrar.
Quatro caixas de madeira haviam sido preparadas para os cadáveres, onde os corpos foram empilhados três a três, mas eles tiveram que colocar quatro na última, devido ao número ímpar de caídos. Uma vez que o último corpo foi forçado a entrar, com o sangue caindo das carroças onde os caixões com os treze cadáveres foram carregados, as tropas napolitanas receberam ordens de evitar o enterro em S. Spirito, pois para chegar àquele cemitério, a procissão teria que atravessar praticamente toda a cidade, com o risco de desordem. Decidiu-se então enterrar os treze mártires no cemitério de Rotoli, onde foram jogados em uma vala comum.

### As outras insurreições
Apesar de tudo, o episódio de Gancia deu origem a uma série de manifestações e insurreições que afetaram particularmente o interior da Sicília. Houve até uma manifestação na própria capital Bourbon, Nápoles.

#### O confronto de Carini

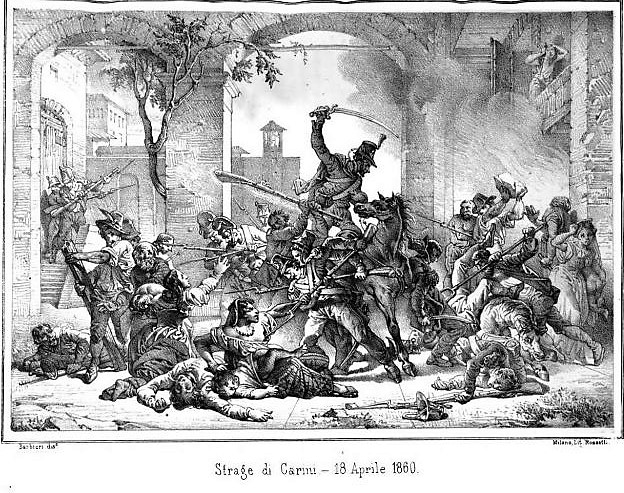
Reconquista de Carini 18-04-1860

Os bandos rebeldes refugiaram-se no campo e convergiram para Carini, que se tornou um ponto central da revolta contra os Bourbons e manteve contato constante com os focos do movimento em Palermo. Mais de 400 homens partiram para Palermo, onde, na manhã do dia 4, entraram em confronto com as forças dos Bourbon em Porta Carini. O confronto fracassou, mas os rebeldes não desistiram e estabeleceram um ponto de encontro para todos em Carini, onde chegaram alguns milhares de homens das aldeias vizinhas; em 18 de abril, porém, foram derrotados por mais de dois mil soldados Bourbon, liderados pelos generais Cataldo e Gutenberg. As forças dos Bourbon que reconquistaram Carini a tomaram dos terroristas das camisas vermelhas, onde o massacre e os saques foram indescritíveis.

#### Em Piana
Os patriotas sobreviventes recuaram em 20 de abril para Piana dei Greci, onde se juntaram a Giovanni Corrao e Rosalino Pilo. Pascoli também escreveu que um "massacre monstruoso" havia ocorrido em Carini. O movimento foi logo extinto de forma sangrenta por um tempo, mas Carini permaneceu o centro dos rebeldes, com Rosolino Pilo coordenando as operações.
Em 11 de maio, Garibaldi desembarcou em Marsala e, em 18 de maio, Rosolino Pilo discursou para a multidão na praça. Poucos dias depois, o general, acompanhado por Francesco Crispi, prestou homenagem a Carini e seus mortos. As placas colocadas nas paredes das varandas de onde Garibaldi discursou para o povo Carini ainda existem.

### Eventos subsequentes
Eles haviam alcançado cerca de 1 000 voluntários quando, em 12 de maio, chegaram as notícias do desembarque de Giuseppe Garibaldi em Marsala e, no dia 17, souberam da vitória em Calatafimi. Fizeram contato com Garibaldi e organizaram um ataque contra os Bourbons em San Martino delle Scale, perto do Monte delle Neviere, onde Rosolino Pilo caiu em combate. Em seguida, atacaram Palermo, que havia se insurgido, pelo lado oposto ao dos homens de Garibaldi, entrando na cidade com Giovanni Corrao em 28 de maio, contribuindo assim para o cerco dos Bourbons e se colocando sob as ordens de Garibaldi.

## As vítimas
Treze foram as vítimas do fuzilamento ocorrido em Palermo na atual Piazza XIII Vittime (14 de abril de 1860):
- Andrea Cuffaro (63 anos)
- Giovanni Riso (58 anos)
- Pietro Vassallo (40 anos)
- Cono Cangeri (34 anos)
- Nicolò Di Lorenzo (32 anos)
- Domenico Cucinotta (31 anos)
- Sebastiano Camarrone (30 anos)
- Liborio Vallone (30 anos)
- Giuseppe Teresi (28 anos)
- Calogero Villamanca (24 anos)
- Francesco Ventimiglia (18 anos)
- Michele Fanara (15 anos)
- Gaetano Calandra (34 anos)

## Outros projetos
- Media relacionados com Revolta da Gancia no Wikimedia Commons